# Richard Blumenthal
Richard Blumenthal, född 13 februari 1946 i New York, är en amerikansk demokratisk politiker. Han representerar delstaten Connecticut i USA:s senat sedan 2011.
Blumenthal avlade juristexamen vid Yale Law School där han studerade samtidigt som Bill Clinton. Som federal åklagare tjänstgjorde Blumenthal mellan 1977 och 1981. Han var delstatens justitieminister (Connecticut Attorney General) 1991–2011. I mellanårsvalet i USA 2010 besegrade han republikanen Linda McMahon som är före detta verkställande direktör för World Wrestling Entertainment. Blumenthal efterträdde Christopher Dodd som senator för Connecticut i januari 2011.
Blumenthal har vid flera tillfällen felaktigt påstått att han deltog i Vietnamkriget. I själva verket gjorde han mycket för att undvika att delta i detta krig. Dessa lögner har skadat hans anseende avsevärt.